# Lo stravagante mondo di Mr. Fergesson
Lo stravagante mondo di Mr. Fergesson (Humpty Dumpty in Oakland) è un romanzo mainstream dello scrittore Philip K. Dick scritto nel 1960 ma rifiutato dalle case editrici cui fu proposto, fino ad essere pubblicato postumo nel Regno Unito nel 1986 e negli Stati Uniti nel 2007.

## Trama
Nel 1960, il cinquantottenne di Oakland Jim Fergesson decide di vendere la sua autofficina e andare in pensione, con gran dispiacere del proprietario dei locali, il venditore di auto usate Al Miller. L'imprenditore Chris Harmon propone a Fergesson di investire in un nuovo super-garage a Marin Country Gardens. Jim considera la proposta ma, durante un sopralluogo del posto, Jim scivola sul fango e subisce un piccolo attacco cardiaco. Miller è convinto che Harmon sia un corrotto e prova, sia pure in modo dilettantesco, a ricattarlo a proposito della vendita di registrazioni oscene, all'epoca proibite. Contemporaneamente Al trova lavoro presso Harmon come venditore di musica classica prima, e poi di barbershop music, ma continua a vedere dappertutto raggiri e macchinazioni mentre cerca, non riuscendoci, di impedire la firma del contratto tra Fergesson e Harmon. Gli sforzi e le emozioni chiedono il conto al malandato Fergesson che muore a casa la sera stessa.
In seguito Al scopre che il suo parco macchine usate è stato vandalizzato da ignoti, e da quel momento in poi le cose cominciano a svelarsi diverse da come sembravano per Al, sua moglie Julie, la vedova di Jim Lydia e una vivace ed attraente agente immobiliare di colore, tale Mrs. Lane.

## Edizioni
- Philip K. Dick, Lo stravagante mondo di Mr Fergesson, traduzione di C. Pagetti, collana Collezione immaginario Dick, Fanucci Editore, 2012,  p. 237.